# Campana de la Mata

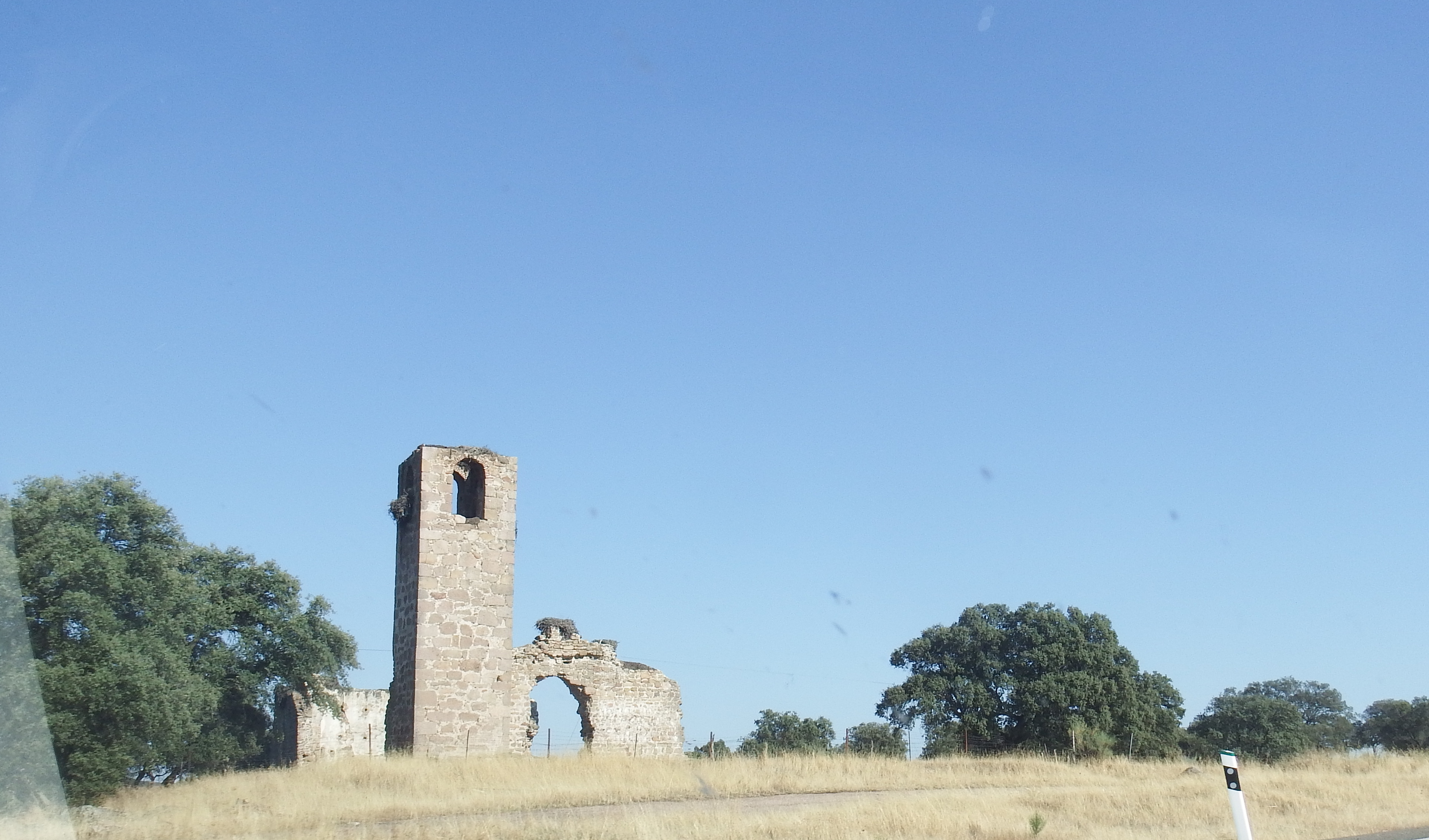
La iglesia de Santa María de la Mata o «ermita de San Gregorio» era la sede del concejo. Sus ruinas se ubican junto a la carretera autonómica EX-118, en el término municipal de Navalmoral de la Mata, junto al límite con Peraleda de la Mata.

La Mata o Campana de la Mata fue un concejo español que existió hasta el siglo XIX en el noreste de la actual provincia de Cáceres.

## Historia
De origen medieval, el concejo comprendía un conjunto de aldeas dispersas en la sexmería del Campo Arañuelo de la comunidad de ciudad y tierra de Plasencia.
El concejo, cuya cabecera residía en la iglesia de Santa María de la Mata, incluía los lugares de Valparaíso, Malhincada, Navalmoral de la Mata, Peraleda de la Mata, Millanes y Torviscoso. Aparece descrito en el decimoquinto volumen del Diccionario geográfico-estadístico-histórico de España y sus posesiones de Ultramar de Pascual Madoz con las siguientes palabras:

MATA (la): concejo en la prov. de Cáceres, part. jud. de Navalmoral de la Mata: lo formaban los 6 pueblos de Valparaiso ó el Pueblo Nuevo, Malhincada, Navalmoral de la Mata, Peraleda de la Mata, Millanes y Torviscoso; los 2 primeros desaparecidos y los 4 últimos existentes: entre estos aprovechan los 7 montes de encina y pastos de todo el concejo, llamados: deh. de Torviscoso, egido grande de Malhincada, Casasola, Cerrocincho, la Pasada, Cerrillos y la Hilera; los 2 primeros tendrán 3/4 de leg. de long. y 1/4 de lat.: todos los otros 5 unidos como los anteriores se graduan en 1 1/2 leg. de E. á O. y 1/2 de N. á S.: la cab de este concejo residia antiguamente en la igl de Santa Maria de la Mata, situada en una pequeña eminencia á 1/2 leg. de E. de Navalmoral, y á la izq. de la carretera de Madrid á Badajoz, de cuya ermita solo existen algunos paredones y la torre, y concurrian á ella todos los años en romería el 9 de mayo, celebrando gran funcion de igl., danzas etc.; pero esta costumbre desapareció á fin del siglo pasado, aunque todavía subsiste la de reunirse los ayunt. de los 4 pueblos en la arruinada ermita cuando tienen que tratar cosas del concejo.
(Madoz, 1848, p. 288)